# Herb gminy Łapanów
Herb gminy Łapanów – jeden z symboli gminy Łapanów, autorstwa Włodzimierza Chorązkiego i Barbary Widłak, ustanowiony 8 czerwca 2004.

## Wygląd i symbolika
Herb przedstawia na tarczy w polu czerwonym krzywaśń srebrna i nad nią takiż krzyż łaciński w lewej głowie tarczy, a pod nią u prawej podstawy tarczy kamienna blankowana wieża srebrna. Krzywaśń to nawiązanie do herbu szlacheckiego Drużyna, krzyż symbolizuje trzy średniowieczne parafie: w Łapanowie, Sobolowie i Tarnawie, natomiast wieża to symbol zamków i grodów obronnych.